# Вале Дорицо (Бреша)
Вале Дорицо је насеље у Италији у округу Бреша, региону Ломбардија.
Према процени из 2011. у насељу је живело 29 становника. Насеље се налази на надморској висини од 1883 м.